# GRIEVOUS RAIN
「GRIEVOUS RAIN」（グリーヴァス レイン）は貴水博之の1枚目のシングル。1991年3月5日リリース。

## 解説
貴水博之がaccessのボーカリストとしてデビューする前のシングルである。後にリリースされるアルバム『Saturation Flower』にも収録されている。

## 収録曲
1. 21世紀少年（21st century boy）
作詞：尾上文 / 作曲：岡井大二 / 編曲：遠山裕、岡井大二
テレビせとうち・テレビ東京系アニメ『ゲッターロボ號』オープニングテーマ
2. GRIEVOUS RAIN
作詞：久和カノン / 作曲：大堀薫 / 編曲：遠山裕
テレビせとうち・テレビ東京系アニメ『ゲッターロボ號』エンディングテーマ